# Нусрат Хан Джалесари
Нусрат-Хан (урду نصرت خان جلیسری‎) (? — 1301) — один из крупнейших военачальников делийского султана Ала ад-Дина Хильджи. Занимал пост везиря (первого министра) при Ала ад-Дине и играл важную роль в военных кампаниях султана против Девагири (1296) и Гуджарата (1299). Он был убит во время осады Рантхамбора в 1301 году.

## Ранняя жизнь
Нусрат-Хан был также известен как Малик Нусрат Джалесари. «Нусрат-Хан» был титулом, данным ему султаном Ала ад-Дином. Он был индийским мусульманином, и нисба «Джалесари» предполагает, что он, возможно, был связан с Джалесаром в течение длительного времени или был родом из этого места.

## Карьера

### Набег на Девагири
Нусрат-Хан стал последователем Ала ад-Дина ещё до того, как тот взошёл на трон Дели в 1296 году. Когда Ала ад-Дин был наместником Кара-Маникпура, Нусрат-Хан сопровождал его во время набега на Девагири в 1296 году. Ала ад-Дин возглавлял 8-тысячный конный отряд, но распространил слух, что его армия была только авангардом более крупной 20-тысячной султанской конной армии, которая достигнет Девагири вскоре после его прибытия. Царь Девагири Рамачандра согласился заключить перемирие, так как его армия находилась в походе под командованием наследного принца Симханы. Однако Симхана вернулся прежде, чем было подписано перемирие, и вызвал Ала ад-Дина на битву. Ала ад-Дин оставил 1-тысячный отряд конницы под командованием Нусрат-Хана в городе Девагири и повел остальную часть своей армии против Симханы. Люди Ала ад-Дина были в меньшинстве и потерпели поражение в битве. Когда Нусрат-Хан услышал об этом, он покинул город, не дожидаясь приказа Ала ад-Дина, и повел свой отряд на поле битвы. Армия Симханы приняла отряд Нусрат-Хана за, по слухам, 20-тысччную султанскую армию и в панике бежала с поля боя.

### Роль в приходе Ала ад-Дина к власти
После того, как Ала ад-Дин убил своего дядю и тестя Джалал ад-Дина в Кара-Маникпуре в 1296 году, Нусрат-Хан командовал частью его армии во время марша на Дели.
Вскоре после своего вступления на престол в Дели новый султан Ала ад-Дин Хильджи послал армию, чтобы завоевать Мултан, который контролировался Аркали-ханом, сына убитого Джалал ад-Дина. Нусрат-хан захватил Мултан и посадил в тюрьму Аркали-хана и других уцелевших членов семьи убитого султана Джалал ад-Дина. Нусрат-Хан встретил отряд, возвращавшийся из Мултана, в Абохаре и сурово наказал пленников в соответствии с приказом Ала ад-Дина. Он ослепил сыновей Джалал ад-Дина Аркали-хана и Рукн-уд-дина Ибрагима, а затем заключил их в тюрьму в Ханси. Он также ослепил его верных офицеров Улгу (или Малика Алгу) и Малика Ахмада Чапа, а также казнил сыновей Аркали-хана. Он привез вдову Джалал ад-Дина, Малику-и-Джахан, и других дам гарема в Дели вместе с Ахмадом Чапом. Эти выжившие пленники содержались под наблюдением в доме Нусрат-Хана в Дели.

### В качестве везиря
Делийский султан Ала ад-Дин назначил Нусрат-Хана своим везирем (первым министром) вскоре после завоевания Мултана. Нусрат-Хан осуществил план Ала ад-Дина по укреплению власти в Дели путем ареста, ослепления или убийства аристократов, назначенных Джалал ад-Дином и его предшественниками. Нусрат-Хан получил огромную сумму наличности для султанской казны, конфисковав их имущество. В результате этих мер Нусрат-Хан стал очень непопулярен в Дели, и Ала ад-Дин Хильджи отослал его прочь, сделав губернатором Кара-Маникпура.

### Гуджаратская кампания
В 1299 году Ала ад-Дин отправил своих генералом Нусрат-Хана и Улуг-Хана во главе делийской армии в поход на Гуджарат. Король Вагелы Карна оказал слабое сопротивление, и два генерала разграбили несколько городов. Нусрат-Хан дошёл до богатого портового города Камбат, где получил огромное количество богатств от местных купцов и других богатых людей. Там он также насильно заполучил раба Малика Кафура, который позже возглавил кампании Ала ад-Дина в Декане. Согласно джайнскому писателю Джинапрабхе, Улуг-Хан и Нусрат-Хан разрушили сотни городов, включая Асавалли (близ современного Ахмадабада), Ванмантхали и Сурат. Они также разграбили несколько индуистских монастырей, дворцов и храмов.
Вернувшись из Дели, генералы приказали своим солдатам платить хумс (пятая часть от доли добычи). Некоторые из солдат пытались скрыть истинное количество награбленного ими богатства, что приводило к спорам. Генералы жестоко наказали некоторых солдат, что привело к мятежу близ Джалора, главным образом монгольских (могольских) солдат, которые недавно приняли ислам. Мятежники убили брата Нусрат-Хана Малика Айззудина, который был секретарем Улуг-Хана. Улуг-хан бежал в палатку Нусрат-хана, где собрались верные солдаты и вынудили мятежников отступить. Подавив мятеж, оба генерала отправились в Дели. Там Нусрат-Хан жестоко наказал жен и детей тех, кто убил его брата Айззудина. Детей разрезали на куски на глазах у их матерей, которые были изнасилованы, унижены и принуждены к проституции. Эти жестокие наказания потрясли почти современного хрониста Зия-уд-Дина Барани, который заявил, что никакая религия не допускает подобных действий. По его словам, практика наказания жен и детей за преступления мужчин началась с этого инцидента в Дели.

## Последние дни
В битве при Кили (1299) против монголов Нусрат-Хан командовал левым крылом армии султана Ала ад-Дина. В 1301 году Ала ад-Дин приказал Улуг-Хану и Нусрат-Хану возглавить военный поход на Рантхамбор, которым правил царь Чахамана Хаммирадева. Во время осады Нусрат-Хан был поражен камнем манджаник и умер через 2-3 дня.
Племянник Нусрат-хана Малик Чхаджу также служил султану Ала ад-Дину и возглавил неудачную кампанию против Варангала 1302—1303 годов.